# Grihiri
Grihiri è una città e sottoprefettura della Costa d'Avorio appartenente al dipartimento di Sassandra. Conta una popolazione di 37 852 abitanti (censimento 2014).

## Villaggi
I sei villaggi della sottoprefettura di Sassandra e le loro rispettive popolazioni nel 2014 sono:
1. Boutoubré 1 (4 736 ab.)
2. Boutoubré 2 (5 558 ab.)
3. Grihiri (13 218 ab.)
4. Cuaté (5 760 ab.)
5. Luiri (2 557 ab.)
6. Zaebre (6 023 ab.)